# Irene Ware

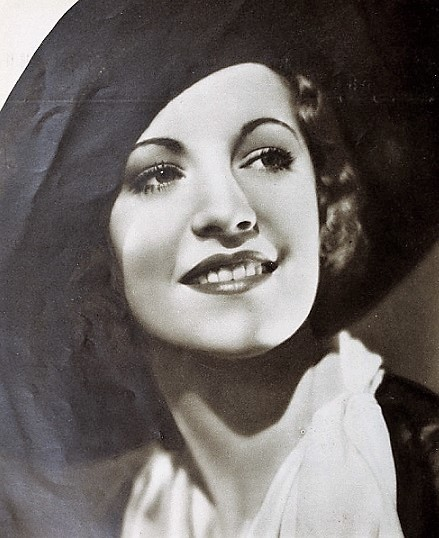
Irene Ware (1932)

Irene Ware, geboren als Irene Ahlberg, geb. am 6. November 1910 in New York, gest. am 11. März 1993 in Orange, Kalifornien, war eine US-amerikanische Schauspielerin.

## Leben
Ihre erste Rolle hatte sie 1932, im gleichen Jahr spielte sie ihre erste Hauptrolle in Chandu the Magician. Ihre letzte Rolle hatte sie im Jahr 1940.
1934 heiratete sie ihren ersten Ehemann John Meehan Jr. mit dem sie zwei Kinder hatte. Ihr zweiter Ehemann war Fred Campbell.

## Filmografie
- 1932: Society Girl – (uncredited)
- 1932: Chandu the Magician – Prinzessin Nadschi
- 1932: Six Hours to Live – The Prostitute
- 1933: Humanity – Olive Pelton
- 1933: Brief Moment – Joan
- 1933: My Weakness – Eve Millstead
- 1934: Moulin Rouge – show girl (uncredited)
- 1934: Orient Express – Janet Pardoe
- 1934: Let's Talk It Over – Sandra
- 1934: The Affairs of Cellini – Daughter Of The House Of Bocci
- 1934: You Belong To Me – Lila Lacey
- 1934: King Kelly of the U.S.A. – Princess Tania aka Catherine Bell
- 1935: Rendezvous at Midnight – Myra
- 1935: Night Life of the Gods – Diana
- 1935: Whispering Smith Speaks – Nan Roberts
- 1935: The Raven – Jean Thatcher
- 1935: Cheers of the Crowd – Mary Larkin
- 1935: Happiness C.O.D. – Carroll Sherridan
- 1935: False Pretenses – Mary Beekman
- 1936: The Dark Hour – Elsa Carson
- 1936: Murder at Glen Athol – Jane Maxwell
- 1936: O'Malley of the Mounted – Edith "Edie" Hyland
- 1936: In Paris, A.W.O.L. – Constance
- 1936: Federal Agent – Helen Lynch / Helen Gray
- 1936: Gold Diggers of 1937 – Irene (Sally´s pal)
- 1937: The Live Wire – Jane
- 1938: No Parking – Olga
- 1938: Around the Town – Norma Wyngold
- 1940: Outside the Three-Mile Limit – Dorothy Kenney (final film role)